# Highway (2002, James Cox)
Highway ist ein US-amerikanisches Independent-Drama aus dem Jahr 2002, geschrieben von Scott Rosenberg und unter der Regie von James Cox.

## Handlung
Der Film spielt im Jahr 1994 und beginnt mit Pilot Kelson, einem Drogendealer in Las Vegas, der sich als Parkwächter ausgibt und den Rolls-Royce eines Kunden klaut, um seine Freundin zur Arbeit zu fahren. Sein bester Freund Jack Hayes, ein selbstständiger Poolreiniger, wird beim Sex mit Jilly Miranda erwischt, der Frau von Burt Miranda, einem Mitglied des organisierten Verbrechens. Während Hayes die erste Konfrontation mit Miranda unverletzt übersteht, schickt Miranda ein Trio von Schlägern (im weiteren Verlauf des Films „Mirandas Pandas“ genannt), um Hayes die Füße zu brechen. Hayes überredet Kelson zur Flucht, und Kelson schlägt vor, nach Seattle zu fahren, ohne ihm zu sagen, dass sie dorthin fahren, um eine alte Affäre von Kelson zu besuchen. Sie treffen sich mit dem Drogendealer Scawldy und verraten ihm, dass ihr Ziel Detroit ist. Mirandas Schläger bekommen einen Tipp, wohin die beiden fahren und machen sich auf die Suche nach Hayes.
In einem Diner greifen Hayes und Kelson ein, als sie entdecken, dass Cassie auf dem Parkplatz des Diners von ihrem Zuhälter angegriffen wird. Cassie gibt vor, nicht zu wissen, wohin sie gehen soll, und Hayes bietet an, sie mitzunehmen.
Auf dem Weg nach Seattle treffen sie den alternden Kiffer Johnny the Fox, der sie begleitet, retten den Alligatorjungen Desmond vor einer Gruppe von Highschool-Rüpeln und landen schließlich in Seattle bei der Gedenkfeier für den kürzlich verstorbenen Kurt Cobain. Kelson trifft seine alte Liebe wieder, muss aber mit gebrochenem Herzen feststellen, dass sie sich nicht an ihn erinnert. Kelson trifft Hayes wieder, und obwohl sie versuchen, Mirandas Pandas zu entkommen, werden sie schließlich in die Enge getrieben, wobei Hayes beide Füße gebrochen werden. Er verliebt sich jedoch in Cassie und die beiden beschließen, in Seattle zu bleiben, während Hayes sich erholt. Unterdessen beschließt Kelson, nach Vegas zurückzukehren, da er erkennt, dass er Lucy, das Mädchen, das er zurückgelassen hat, liebt.